# 女優ジャンヌ・サマリーの肖像

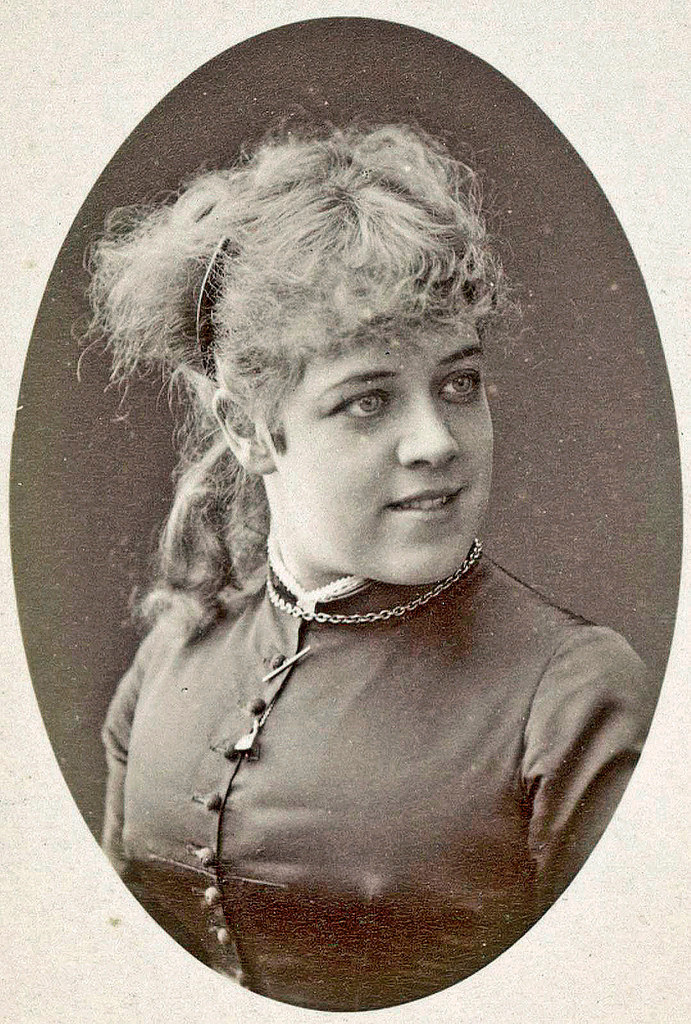
1877年頃に撮影されたジャンヌ・サマリー。

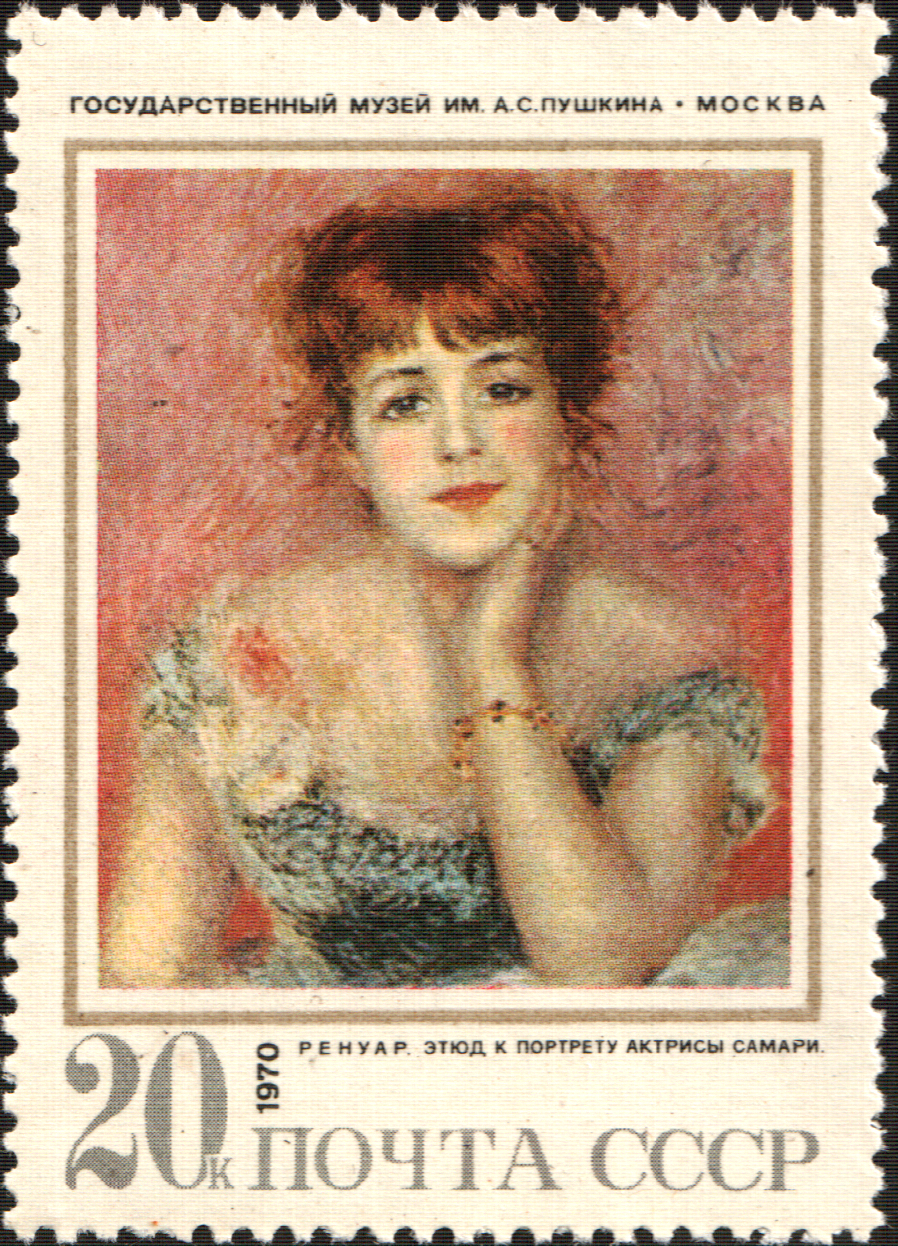
旧ソ連時代の1970年に発行された切手。

『女優ジャンヌ・サマリーの肖像』（仏: Portrait de l'actrice Jeanne Samary, 英: Portrait of the Actress Jeanne Samary, 露: Портрет актрисы Жанны Самари）あるいは『ラ・レヴリ』（仏: La Rêverie, 夢想の意）は、フランス印象派の画家ピエール＝オーギュスト・ルノワールが1877年に制作した絵画である。油彩。
コメディ・フランセーズの人気女優であったジャンヌ・サマリー（1857年-1890年）を描いた本作品は彼女をモデルに制作された多数の作品の中でも特に有名であると同時に、ルノワールの印象派時代の肖像画の中で最も美しいと評されている。1877年に開催された第3回印象派展に『ムーラン・ド・ラ・ギャレットの舞踏会』（Le Bal du moulin de la Galette）や『ぶらんこ』（La Balançoire）などとともに出展された。現在はモスクワのプーシキン美術館に所蔵されている。

## モデル
ジャンヌ・サマリーは1857年3月4日にチェリストの父と女優の姉妹を持つ母との間に生まれた。1871年にフランス国立高等演劇学校に入学して3年間演劇を学んだのち、1874年にコメディ・フランセーズに入り、モリエールの戯曲『タルチュフ』のドリーヌ役でデビューした。ルノワールは出版者のジョルジュ・シャルパンティエとその妻でルノワールの擁護者であったマルグリットを通じてジャンヌと知り合った。彼女に画家のモデルを勧めたのはマルグリットである。当時、サマリーはフロショー通りにあるルノワールのアトリエから遠くない場所に住んでおり、しばしば画家のためにポーズをとった。ルノワールが本作品を描いたとき彼女は20歳であり、1877年からジャンヌが結婚する前年までの5年間に彼女を数十回描いているが、コメディ・フランセーズの演劇を快く思っていなかったルノワールは舞台のジャンヌを描かなかった。ジャンヌは1882年に画家ピエール・ラガルドの弟でやはり画家だったポール・ラガルドと結婚し、3人の子供を生んだが、1890年に腸チフスで世を去った。

## 作品
ルノワールは微笑みながらもの思いにふけるジャンヌを描いている。胸元の開けた青いドレスをまとい、左手で軽く頬杖をつくジャンヌの表情はさながら夢を見ているかのようである。この穏やかな微笑みは周囲の温かいピンク色の背景と共鳴している。ルノワールは軽やかなタッチで彼女の柔らかく肉付きのよい肌や髪を形作り、寒色系の色を加えることでジャンヌを立体的に捉えようとしている。そして彼女の陽気な性格と、柔らかな優雅さ、青い瞳にわずかにうかがえる茶目っ気を含んだ視線、「周りのすべてを照らす」輝く笑顔、といった彼女の特徴を強調し、可愛らしさと上品さを備えた女性として描いている。

## 当時の反応
第3回印象派展に出品された『女優ジャンヌ・サマリーの肖像』は、小説家エミール・ゾラから「展覧会の成功はマダモワゼル・サマリーの顔、金髪で微笑んでいる顔」であると称賛を得る一方で、特に主題の非現実的なレンダリングに関して多くの人を困惑させた。ジャンヌ・サマリー自身はルノワールが彼女の期待に反して、女優としての社会的および職業的名声ではなく夢のような側面を強調し、ルノワールが観客として彼女をどう見ていたかを知って落胆した。

## 来歴
本作品は長らく夫のポール・ラガルドが所有していたが、1903年に画商ポール・デュラン＝リュエルの手に渡り、その翌年にロシアの実業家で美術コレクターのイワン・モロゾフが購入している。1919年にモロゾフとセルゲイ・イワノビッチ・シューキンのコレクションに基づく国立現代西洋美術館に所蔵された後、1948年に美術館のコレクションはエルミタージュ美術館とプーシキン美術館に分割され、以降、ルノワールの『女優ジャンヌ・サマリーの肖像』は後者に所蔵されている。

## ギャラリー
1870年代のルノワールは特にジャンヌ・サマリーを好んで描いた。油彩画では同じ年に本作品よりも早くコメディ・フランセーズのバージョンを描いている。ルノワールが劇場のホワイエに立つジャンヌの全身の肖像画を描いたのはその翌年である（エルミタージュ美術館所蔵）。

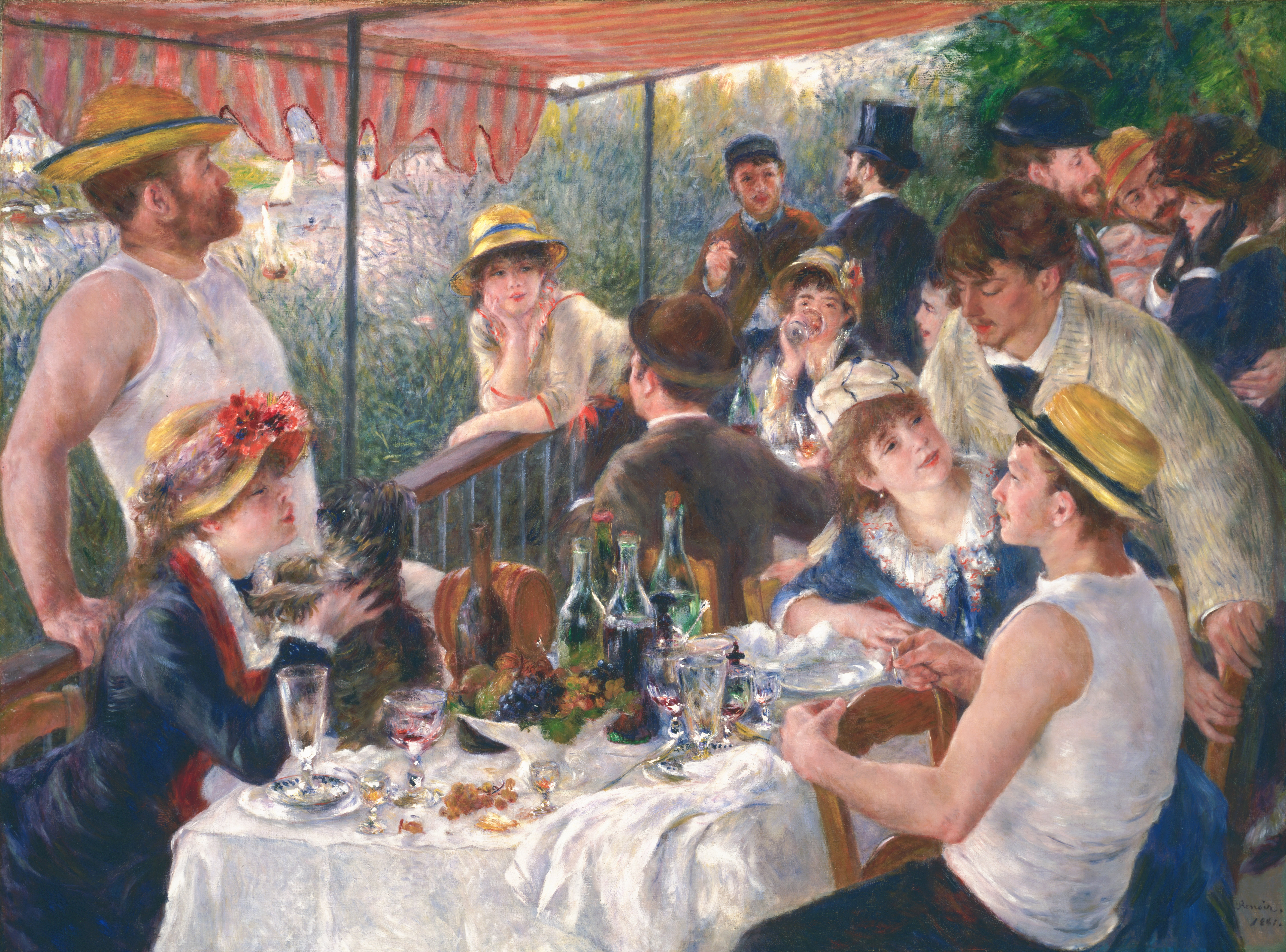
『舟遊びをする人々の昼食』1876年 フィリップス・コレクション所蔵
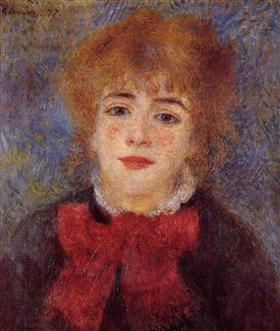
『ジャンヌ・サマリー』1877年 コメディ・フランセーズ所蔵
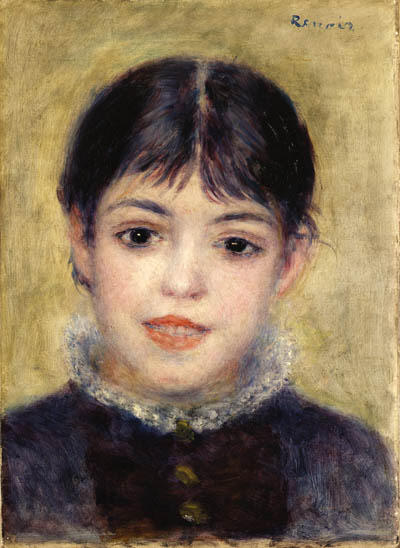
『女優ジャンヌ・サマリーの肖像』1878年頃 個人蔵
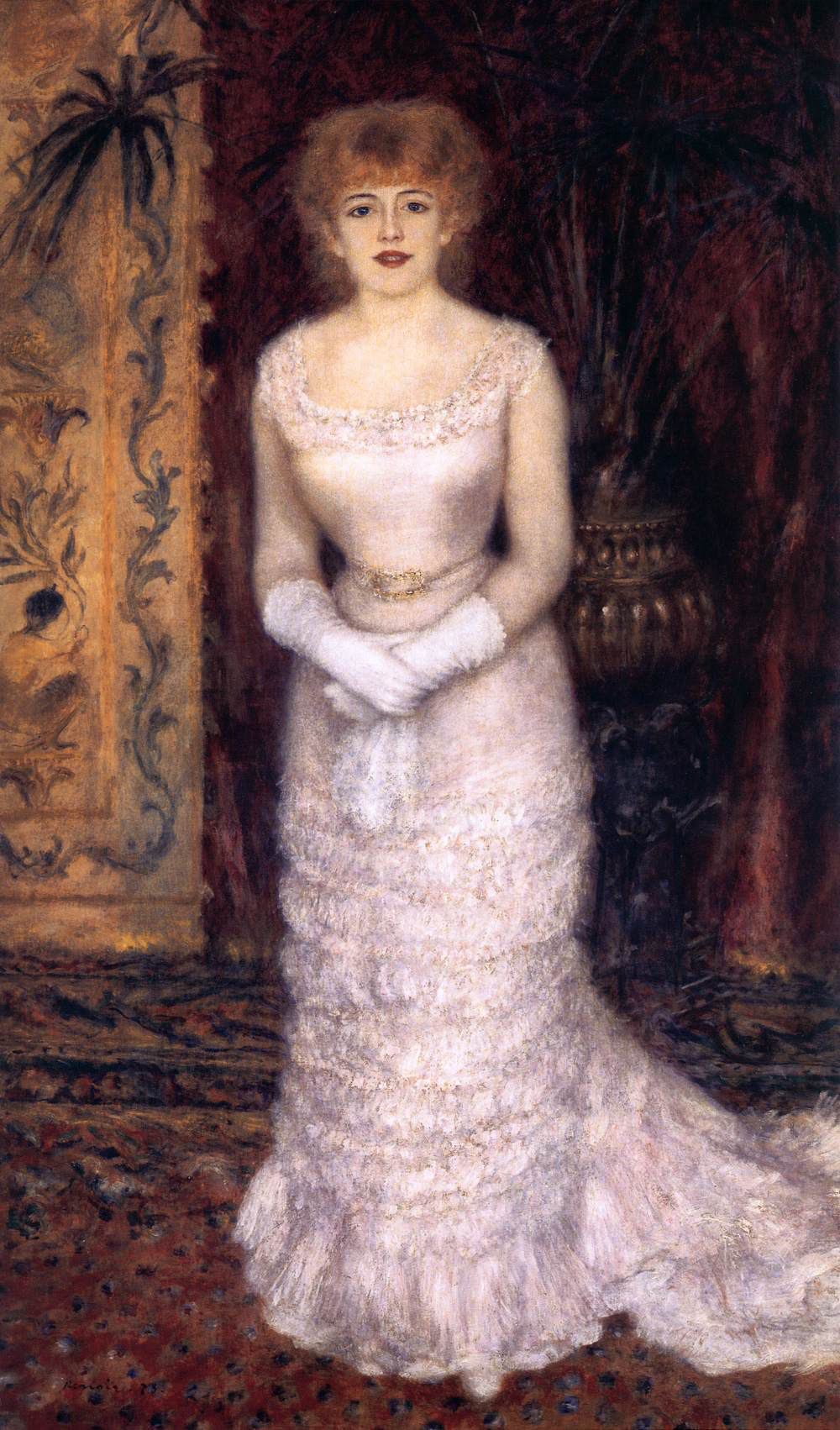
『女優ジャンヌ・サマリーの肖像』1878年 エルミタージュ美術館所蔵